# 文化放送ラジオCMコンテスト
文化放送ラジオCMコンテストは、株式会社文化放送が主催する、公募形式のラジオCMコンテスト。年1回のペースで開催され、グランプリ受賞者には賞金100万円が贈られる。
このコンテストは、音声広告の可能性を広げることを目的としており、優れた作品は実際にラジオCMとして放送されることもある。また、プロの声優陣による公開収録イベントを行ったり、特別番組が放送されるなど、リスナーも楽しめるエンターテイメント性の高い大会となっている。

## 概要
文化放送ラジオCMコンテストは、ラジオCMのコピーライティングコンテスト。公募形式で行われ、参加資格はプロ・アマを問わない。
参加者は、各協賛企業が提示する課題に基づいて、20秒のラジオCM用コピー（字コンテ）を作成して応募する。複数の審査員による審査を経て、グランプリ、準グランプリ、リスナー大賞、各審査員賞、優秀賞などの各賞が決定・授与される。

## 審査員
※第18回（2024年～2025年）時点
- パーソナリティ兼審査員：前山田健一（ヒャダイン）
- 審査委員長：なかじましんや
- 審査員：谷山雅計、坂谷温
- ゲスト審査員

## 歴代の受賞者
※（）内は課題企業
- 第1回

グランプリ：佐々木一貴（青二プロダクション）
- 第2回

グランプリ：安達和英（美和ロック）
- 第3回

グランプリ：持田友也（シー・アイ・シー）
- 第４回

グランプリ：川口久美子（シー・アイ・シー）
- 第5回

グランプリ：鈴木晋太郎（シー・アイ・シー）
- 第6回

グランプリ：副島夏樹（東京ガス）
- 第7回

グランプリ：山根一洋（シー・アイ・シー）
- 第8回

グランプリ：魚返洋平（日本くだもの農協）
- 第9回

グランプリ：合田陽太郎（シー・アイ・シー）
- 第10回

グランプリ：高橋克博（京樽）
- 第11回

グランプリ：石塚勢二（メガネの愛眼）
- 第12回

グランプリ：奥村明彦（東京タワー）
- 第13回

グランプリ：小林孝至（ライオン）
- 第14回

グランプリ：竹内直樹（月桂冠）
- 第15回

グランプリ：吉井雅施（青二プロダクション）
準グランプリ：三上智広（BOAT RACE振興会）
リスナー大賞：山本恵造（ニップン）
中島信也賞：竹内直樹（小学館）
谷山雅計賞：石神慎吾（シー・アイ・シー）
藤井哲尚賞：長井謙（ＮＩコンサルティング）
市川紗椰賞：中原小百合（ボルテージ）
ヒャダイン賞：三上智広（近代映画社）
優秀賞：田中泰史（ライオン）、竹内直樹（よみうりランド）
- 第16回

グランプリ：原央海（小学館）
準グランプリ：川口修（よみうりランド）
リスナー大賞：内田昭之（コミー）
なかじましんや賞：与座郁哉（よみうりランド）
谷山雅計賞：吉川文義（小学館）
坂谷温賞：鈴木克己（日本喫煙具協会）
アンジェリーナ1/3賞：岡田英子（セブンネットショッピング）
ヒャダイン賞：中原小百合（ライオン）
優秀賞：小林弘典（BOAT RACE振興会）、岡田英子（青二プロダクション）、三上智広（パナソニック ネットソリューションズ）、小林弘典（ニップン）、原田智光（月桂冠）
- 第17回

グランプリ：千葉正則（三井住友トラスト不動産）
準グランプリ：秋山寛貴（BOAT RACE振興会）
リスナー大賞：千葉正則（三井住友トラスト不動産）　※グランプリとのダブル受賞
なかじましんや賞：中澤弘（青二プロダクション）
谷山雅計賞：丸山忠彦（レコメン！）
坂谷温賞：三上智広（日本シグマックス）
高橋みなみ賞：滝本菜月（日本シグマックス）
ヒャダイン賞：石川聡（ライオン）
優秀賞：田島弘崇（KADOKAWA）、竹泉維人（明治）、小林弘典（ニチバン）、澤田悠太（小学館）、岡田英子（Aiming）
- 第18回

グランプリ：八重柏幸恵（三井住友トラスト不動産）
準グランプリ：宮田幹雄（菊屋）
リスナー大賞：森岡賢司（KADOKAWA）
なかじましんや賞：清水崇弘（日本予防医薬）
谷山雅計賞：三上智広（ブレインスリープ）
坂谷温賞：森岡賢司（KADOKAWA）　※リスナー大賞とのダブル受賞
ハシヤスメ・アツコ賞：中澤弘（レコメン！）
ヒャダイン賞：岡田英子（NOK）
優秀賞：喜多章成（小学館）、小林弘典（BOAT RACE振興会）、杉山聡（ライオン）、秋沢一文（日本大学）、岡田英子（青二プロダクション）